# Yi Ik
Yi Ik(hangul:이익, hanja:李瀷, 18 de outubro de 1681 - 17 de dezembro de 1763) foi um político, filósofo do neo-confucionismo , pensador da reforma da  dinastia Joseon, na Coreia. Um seu pseudônimo foi Seongho(성호 星湖).